# 噬菌體治療

噬菌體將基因注入細菌細胞

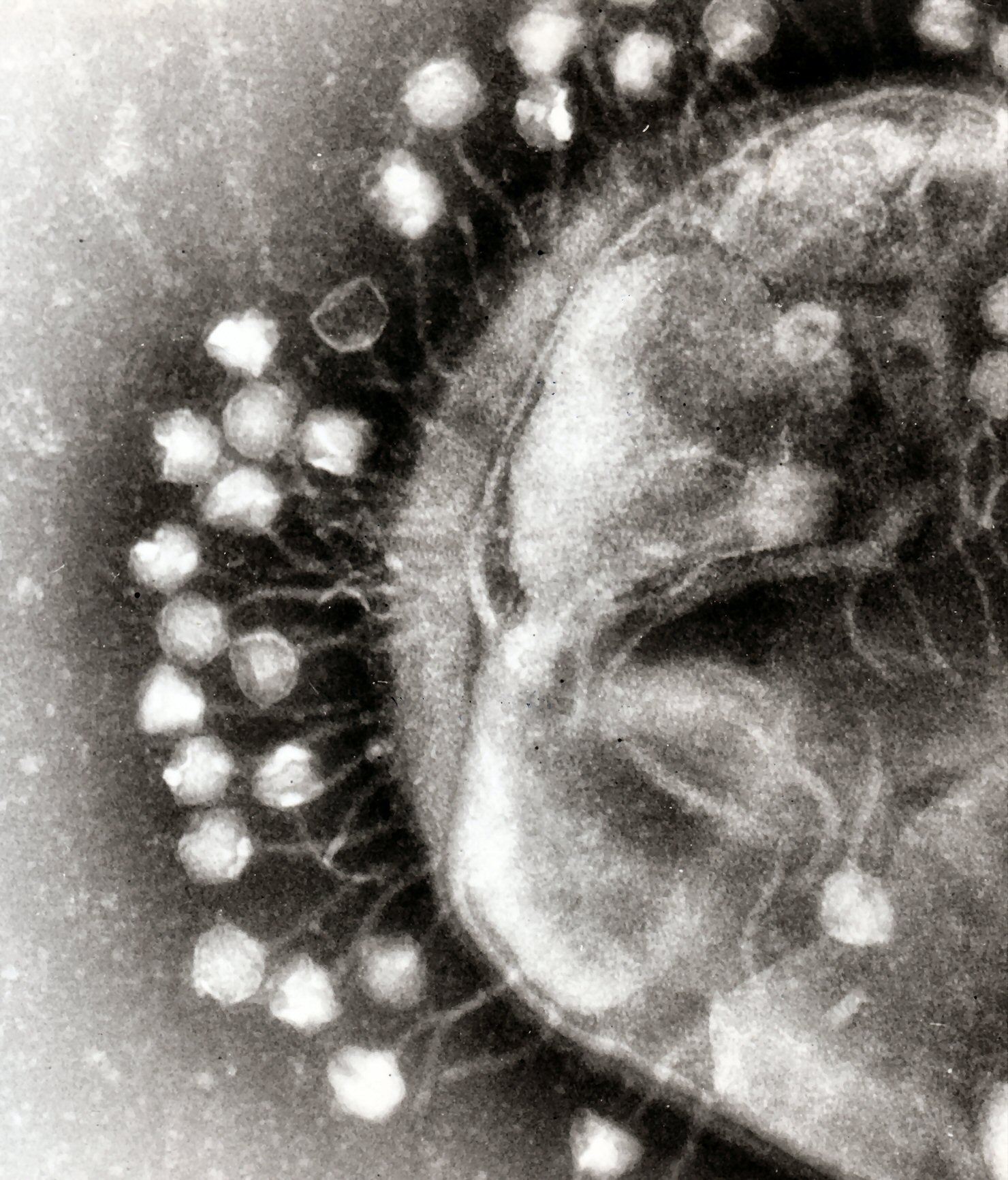
電子顯微鏡下噬菌體與細菌細胞接觸。這些噬菌體是大腸䏷菌噬菌體T1

噬菌體治療是將噬菌體用於治療致病的細菌感染用於治療。噬菌體是病毒的一種。噬菌體與細菌細胞接觸，並向細胞注入病毒基因。病毒基因將有效取代細菌基因，中止細菌感染。細菌細胞的特性導致細菌無法進行繁殖，而是製造更多噬菌體。噬菌體只對特定細菌的菌株有效。噬菌體治療的優點包括減少副作用和減少細菌抗藥性的風險，缺點則是在一場感染中難以尋找有效的噬菌體處理。
噬菌體經常被拿來與抗生素比較。當細菌帶有生物薄膜，並有多醣層覆蓋時，抗生素一般無法穿透。噬菌體則容易成功穿透。噬菌體也比抗生素更專門對付細菌。一般而言，噬菌體對寄主生物本身和其他益菌無害，例如腸道菌群，可減少機會性感染。噬菌體治療有著較高的治療指數，也就是即使注射高於治療的劑量，噬菌體治療仍可有較低副作用。由於噬菌體可在身體內自行複製，因此所需劑量也會較少。
這種特異性有一個缺點：一個噬菌體只在符合特定菌株時才會殺死細菌。故此，通常以混合噬菌體以增加成功機會。另外，有時由康復病人提取的樣本帶有合適的噬菌體，可以用於治療其他感染相同菌株的病人
噬菌體治療現時主要用於無法以傳統抗生素治療的細菌感染，尤其於俄羅斯和格魯吉亞。波蘭弗羅茨瓦夫亦設有一個噬菌體治療單位，於2005年成立，是歐盟國家唯一的此類中心。現時噬菌體在西方國家成為重新引起臨床注意的議題，包括美國。2019年，美國食品藥品監督管理局批准了境內首個靜脈噬菌體治療的臨床試驗。
噬菌體治療無論在人類藥物、牙科、獸醫科學和農業都有許多潛在的用途。若噬菌體治療的目標宿主並非動物，通常使用生物防治（以噬菌體作細菌的生物控制）一詞代替。

## 其他來源
- Kulkarni K, , Science India, 2014, ISBN 978-1-4614-0250-3
- Häusler T, , Macmillan: 48, 2006, ISBN 978-0-230-55193-0

## 外部連結
- iBiology video: Phage Therapy (2016)（页面存档备份，存于）
- Elkadi, Omar Anwar. . El Mednifico Journal. 2014, 2 (3): 311  [2020-03-03]. doi:10.18035/emj.v2i3.202. （原始内容存档于2023-08-23）.
- Popular Science: The Next Phage (2009)（页面存档备份，存于）
- Thiel K.  (PDF). Nature Biotechnology. January 2004, 22 (1): 31–6  [2020-03-03]. PMID 14704699. doi:10.1038/nbt0104-31. （原始内容 (PDF)存档于2017-05-01）.
- BBC Horizon documentary - The Virus That Cures (1997) at Archive.org